# Sainte-Marie-de-Vatimesnil
Sainte-Marie-de-Vatimesnil ist eine französische Gemeinde mit 268 Einwohnern (Stand: 1. Januar 2022) im Département Eure in der Region Normandie (vor 2016 Haute-Normandie). Sie gehört zum Arrondissement Les Andelys und zum Kanton Gisors. 

## Geographie
Sainte-Marie-de-Vatimesnil liegt etwa 60 Kilometer ostsüdöstlich von Rouen. Umgeben wird Sainte-Marie-de-Vatimesnil von den Nachbargemeinden Hacqueville im Westen und Norden, Étrépagny im Norden, Chauvincourt-Provemont im Nordosten, Gamaches-en-Vexin im Nordosten und Osten, Villers-en-Vexin im Südosten und Süden, Mouflaines im Süden sowie Richeville im Südwesten.

## Geschichte
1844 wurden Sainte-Marie-des-Champs und Vatimesnil zur heutigen Gemeinde vereinigt.

### Bevölkerungsentwicklung
| Jahr                       | 1962 | 1968 | 1975 | 1982 | 1990 | 1999 | 2006 | 2019 |
| Einwohner                  | 223  | 211  | 176  | 194  | 204  | 235  | 245  | 280  |
| Quellen: Cassini und INSEE |      |      |      |      |      |      |      |      |

## Sehenswürdigkeiten
- Kirche Sainte-Marie-des-Champs
- Kirche Saint-Michel in Vatimesnil
- Schloss aus dem 19. Jahrhundert
- Kapelle des Schlosses von Saint-Michel-Archange aus dem 19. Jahrhundert

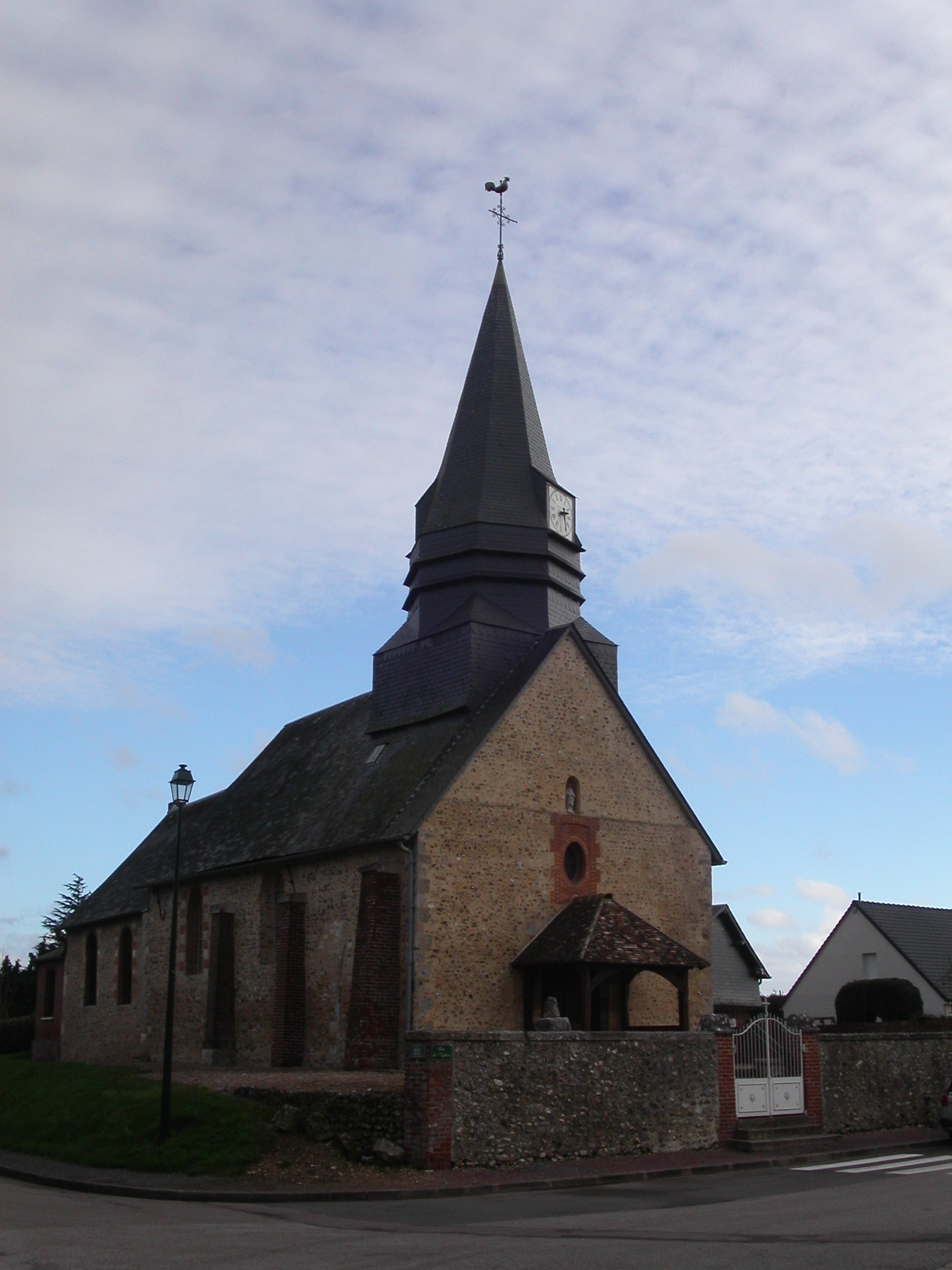
Kirche Sainte-Marie-des-Champs